# Poa sylvestris
Poa sylvestris är en gräsart som beskrevs av Asa Gray. Poa sylvestris ingår i släktet gröen, och familjen gräs. Inga underarter finns listade i Catalogue of Life.